# Zymophilus paucivorans
Zymophilus paucivorans è una specie di batterio appartenente alla famiglia delle Acidaminococcaceae.